# Јапански језици
Јапански или јапанско-рјукјуански језици, језичка су породица са Јапанског архипелага. Обухвата 12 језика којима се служе Јапанци и неколико мањих сродних народа. 

## Класификација
А: Рјукјуанска скупина језика (11):
а1. амами-окинавски језици (8):
а. северни амами-окинавски језици (4): јужни амами-ошима језик, северни амами-ошима језик, току-но-шима језик, кикаи језик
б. јужни амами-окинавски језици (4): оки-но-ерабу језик, кунигами језик, јорон језик, средњоокинавски језик
а2. сакишима језици (3):мијако језик, јаејама језик, јонагуни језик
Б. Јапанска скупина (1): јапански језик